# Caverna de El Castillo

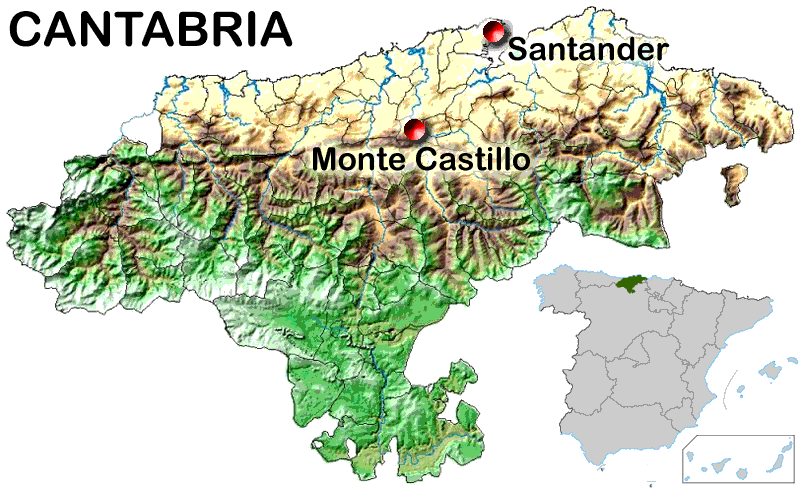
Localização do monte El Castillo em Cantábria

A Caverna de El Castillo é uma caverna situada na comunidade de Cantábria, no Norte da Espanha. Contém um conjunto de arte rupestre das mais importantes de toda a arte do Paleolítico superior.

## Situação
A caverna de El Castillo faz parte de um conjunto de grutas sitas no monte homônimo, perto da localidade de Puente Viesgo, cerca de 28 km da capital Santander. O monte ergue-se sobre o vale do rio Pas, que flui nas suas proximidades, e no mesmo penedo montanhoso situam-se também as cavernas de La Pasiega, de Las Chimeneas e a de Las Monedas.

## História

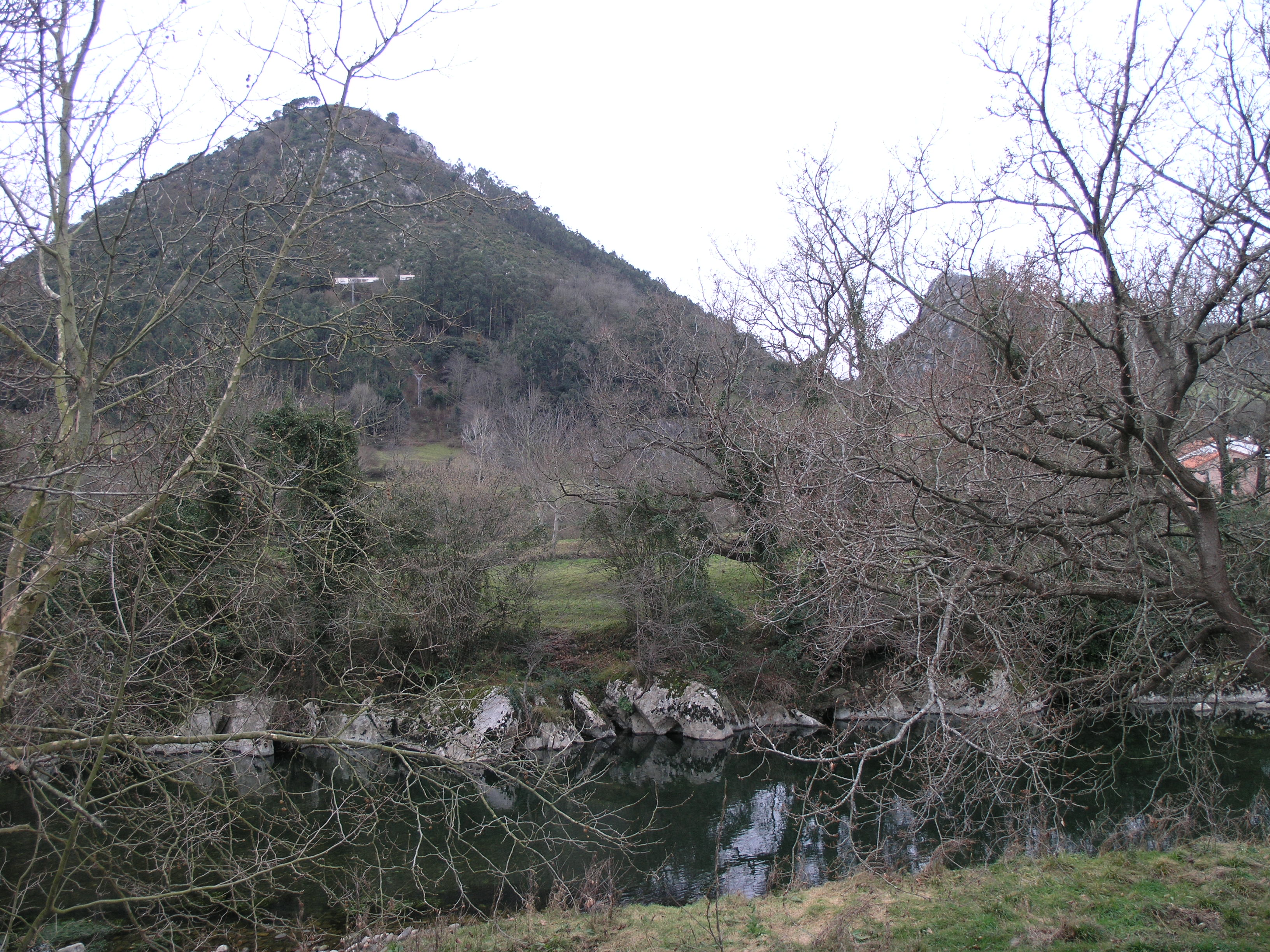
O rio Pas, perto de Puente Viesgo, ao fundo, o monte Castillo

A caverna de El Castillo foi a que primeiro se descobriu deste conjunto. Foi feito por Hermilio Alcalde del Río em 1903, que registrou a caverna minuciosamente e escavou nela; os resultados dos seus estudos, tanto aqui como em outros hipogeus, foram publicados em 1906 sob o título de "Pinturas y grabados de las cavernas de Santander: Altamira, Cavernalanas, Hornos de la Peña, Castillo" (Santander. Imprensa de Blanchard y Arce).
Nos anos posteriores, a elite dos pré-historiadores europeus estudou e escavou El Castillo, entre eles os padres Henri Breuil, Hugo Obermaier e Pierre Teilhard de Chardin, etc.
O conjunto de pesquisas efetuadas na caverna puseram de relevo sua utilização pelo homem pré-histórico desde finais do Paleolítico inferior até à Idade do Bronze.
As últimas cavernas do grupo foram descobertas ainda em 1953 (Las Chimeneas e La Pasiega).

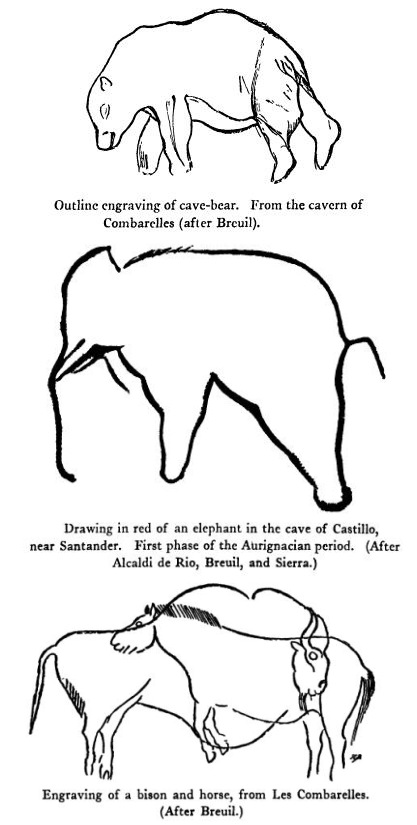
No centro silueta do mamute de El Castillo

## Arte rupestre
A caverna de El Castillo possui um dos melhores e ricos conjuntos de pinturas rupestres pré-históricas. As melhores pertencem ao período Magdaleniano do Paleolítico superior. Ao todo, para esta época, contabilizam-se 184 figuras identificadas como animais na sua maioria (com 1 antropomorfo e 2 máscaras) e 56 marcas de mãos e 52 signos. Entre os primeiros predominam as cervas (54), os cavalos (26) e os bisãos (24); há um mamute. Entre os signos chamam a atenção os símbolos quadrangulares e as figuras de pontos. Sua datação oscila entre 13500 a.C. e 11500 a.C.
O estilo e disposição das figuras parietais evidenciam um grande paralelismo com a vizinha caverna de La Pasiega. O trabalho de determinadas peças evidencia paralelos com Altamira, no caso do denominado bisão bicromo, e as duas máscaras conhecidas mostram analogias de elaboração também com Altamira e com a caverna de La Garma.
A figura mais famosa é o bisão vertical pintado aproveitando uma estalagmite, a qual forneceu o perfil do animal de um jeito natural, e que amostra, como em Altamira, a preocupação dos artistas do Paleolítico pela terceira dimensão. O fato de o artista usar uma superfície vertical indica que a independência da direção era um princípio básico da arte pré-histórica. O artista esculpiu em parte os cascos traseiros do animal e outras partes. A pintura, apenas um pouco de cor preta, só esboça algumas partes, de modo que, bem entendida, é uma obra mais escultórica que pictórica.
Por outro lado, a abundância de representações de mãos humanas, na sua maioria mãos esquerdas, em negativo e em cor vermelha, tornam El Castillo numa caverna singular, com a qual podem ser comparadas apenas a caverna francesa de Gargas e a espanhola de Maltravieso (Estremadura). Formam o que Breuil denominou "friso das mãos".
Porém, as obras de acomodação efetuadas para as visitas turísticas, danificaram o estado originário do conjunto, tornando atualmente impossível recuperar a perspectiva que puderam ter os primitivos que a visitaram.